# Abraham Neumann
Pour les articles homonymes, voir Neumann.
Abraham Neumann, né en 1873 à Sierpc et mort en 1942, est un peintre polonais.

## Biographie
Né en 1873 à Sierpc, Abraham Neumann étudie à Cracovie et à Paris avant de s'installer à Zakopane.
Il meurt en 1942.